# Stellantis
Stellantis NV — транснаціональна корпорація зі штаб-квартирою в Амстердамі, Нідерланди, зайнята в галузі автомобільного машинобудування. Утворена внаслідок злиття французького автовиробника «Groupe PSA» та італійсько-американського «Fiat Chrysler Automobiles» (після завершення угоди про злиття за формулою 50/50). 
Група включає 18 брендів: Abarth, Alfa Romeo, Chrysler, Citroën, Dodge, DS, Fiat, Fiat Professional, Jeep, Lancia, Maserati, Mopar, Opel, Peugeot, Ram, Vauxhall, Free2Move та LEASYS. Назва «Stellantis» використовується виключно як корпоративний бренд, тоді як назви та логотипи її брендів залишаються незмінними.
У підрозділах компанії працює 300 000 співробітників, виробничі потужності розташовані у 30 країнах світу, комерційна присутність на більш ніж 130 ринках світу.

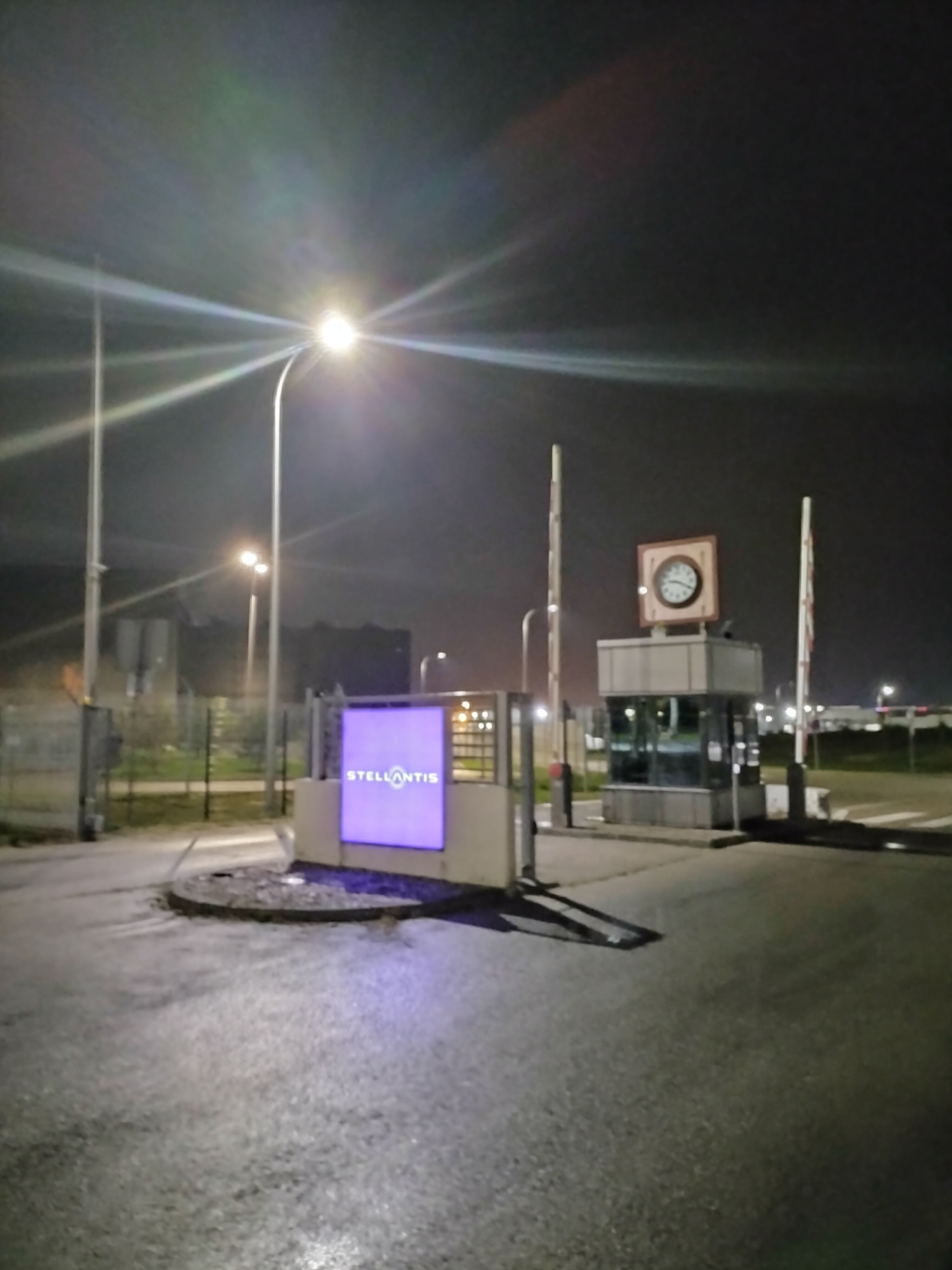

## Структура
В портфелі групи «Stellantis» є наступні автомобільні бренди:
| Бренд                  | Заснування | CEO                    | Категорія        |
| ---------------------- | ---------- | ---------------------- | ---------------- |
| Jeep                   | 1941       | Christian Meunier      | Global SUV       |
| Chrysler               | 1925       | Timothy Kuniskis       | American brands  |
| Dodge                  | 1914       | Timothy Kuniskis       | American brands  |
| RAM                    | 2010       | Michael Koval          | American brands  |
| Mopar                  | 1937       | Timothy Kuniskis       | American brands  |
| Fiat/Fiat Professional | 1899       | Olivier François       | Core             |
| Abarth                 | 1949       | Olivier François       | Core             |
| Citroën                | 1919       | Vincent Cobée          | Core             |
| Peugeot                | 1882       | Linda Jackson          | Upper mainstream |
| Opel                   | 1862       | Michael Lohscheller    | Upper mainstream |
| Vauxhall               | 1903       | Michael Lohscheller    | Upper mainstream |
| Alfa Romeo             | 1910       | Jean-Philippe Imparato | Premium          |
| DS Automobiles         | 2014       | Béatrice Foucher       | Premium          |
| Lancia                 | 1906       | Luca Napolitano        | Premium          |
| Maserati               | 1914       | Davide Grasso          | Luxury           |

## Історія
На початку 2019 року FCA подала запит на злиття з французькою групою «Renault» і досягла попередньої угоди з компанією, однак уряд Франції не підтримав угоду, і пропозиція була відкликана.
Згодом FCA звернувся до PSA. Злиття, офіційно погоджене в грудні 2019 року, створило четвертого за величиною виробника автомобілів у світі за обсягом і призвело до щорічної економії близько 3,7 млрд євро, або 4,22 млрд доларів.
21 грудня 2020 року Європейська комісія оголосила про схвалення злиття, одночасно вводячи мінімальні засоби правового захисту з метою забезпечення конкуренції в цьому секторі.
Злиття було підтверджено 4 січня 2021 року після голосування акціонерів обох компаній та угоди, завершеної 16 січня того ж року. Компанія розпочала торгівлю своїми акціями на Італійській фондовій біржі та «Euronext Paris» 18 січня 2021 році, тоді як лістинг на Нью-Йоркській фондовій біржі розпочався 19 січня 2021 року.

## Власники
Внаслідок злиття 50 % активів FCA та 50 % PSA власниками компанії є:
- Exor N.V.: 14.40 %
- Група фізичних осіб: 12.59 %
- Сім'я Peugeot: 7.20 %
- Caisse des dépôts et consignations: 5.66 %
- Bpifrance: 5.40 %
- Dongfeng Motor: 4.91 %
- UBS Securities: 4.88 %
- BlackRock: 3.77 %